# Dorfkirche Oberellen

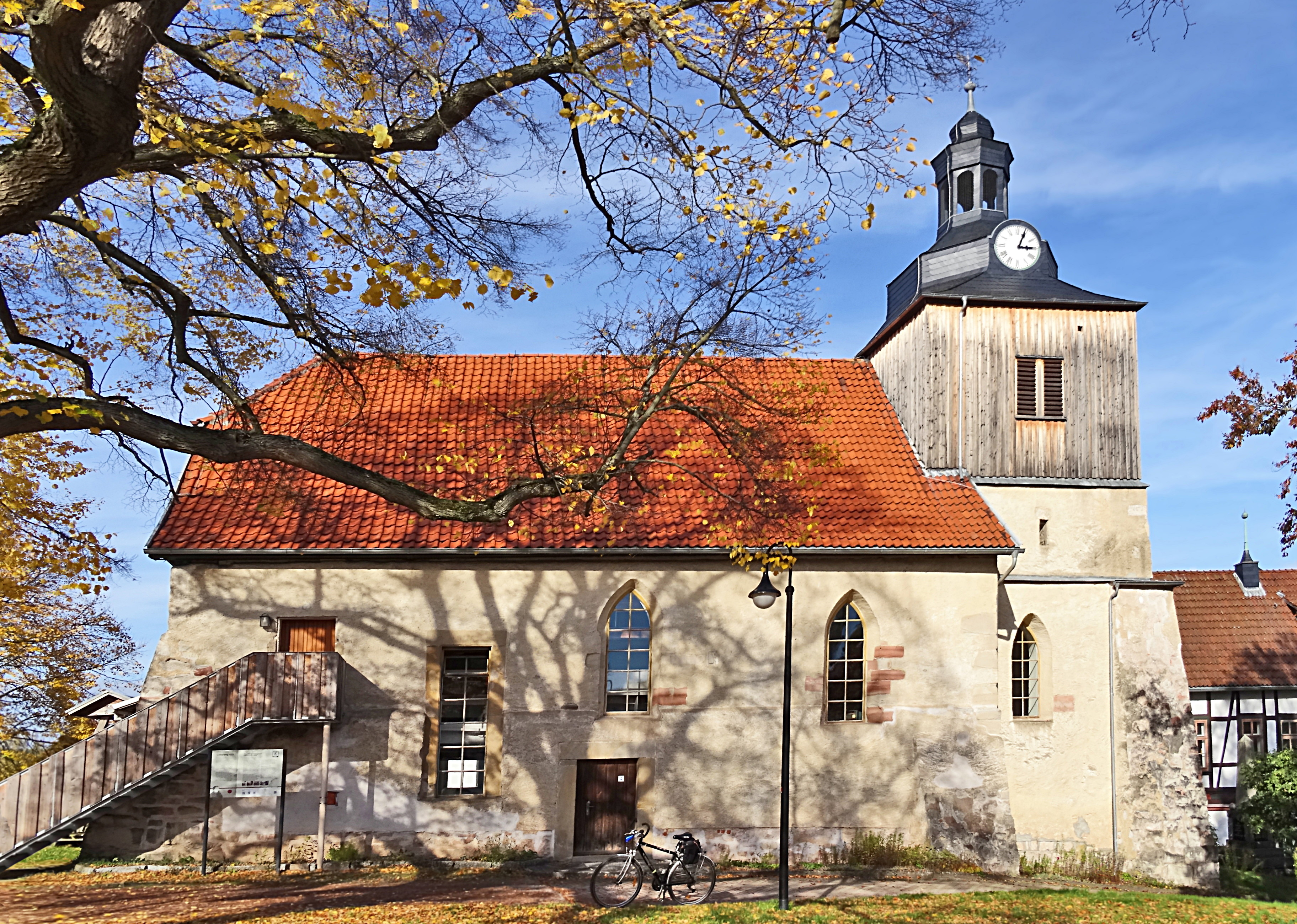
Die Dorfkirche in Oberellen

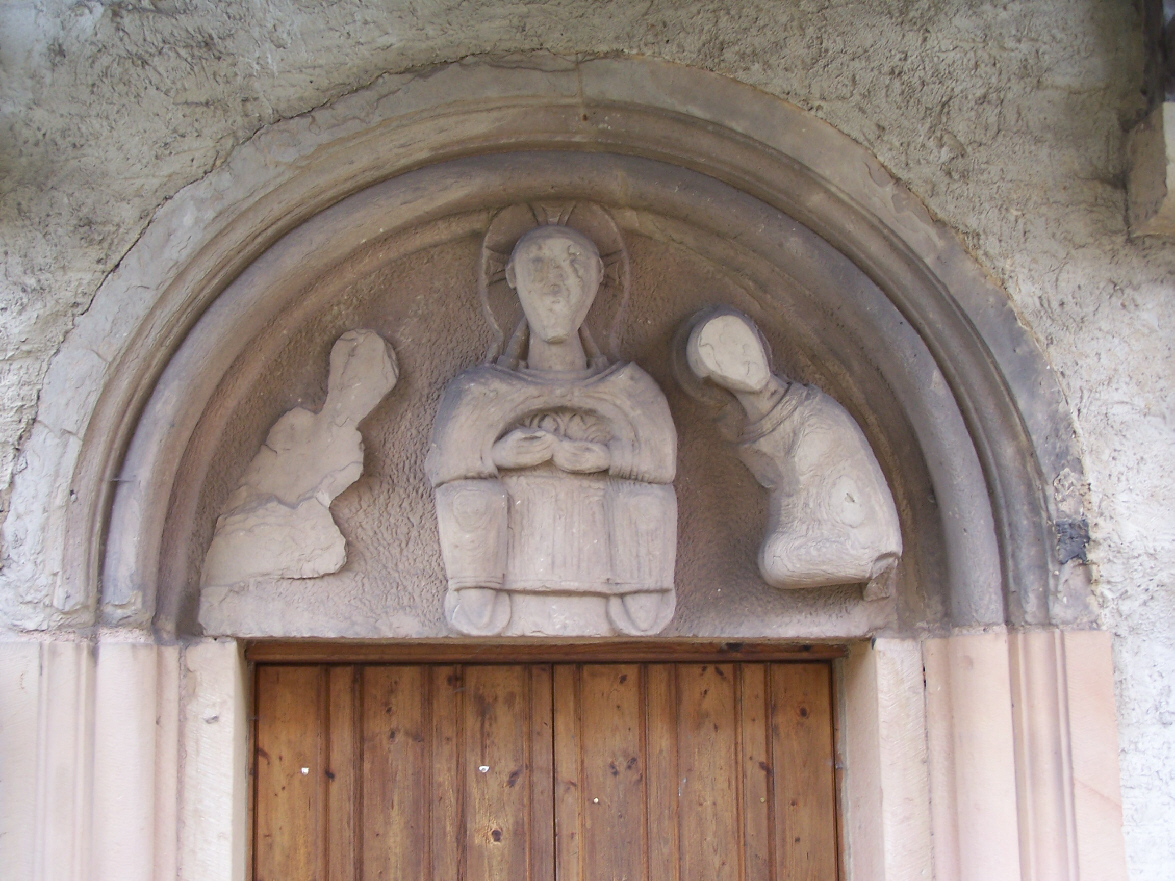
Romanisches Tympanum der Dorfkirche

Die seit der Reformation evangelisch-lutherische Dorfkirche Oberellen steht im Ortsteil Oberellen der Gemeinde Gerstungen im Wartburgkreis in Thüringen.

## Geschichte
Oberellen mit den zugehörigen Ländereien kam 1121 in den Besitz des Klosters Reinhardsbrunn. Eine bereits vorhandene Kapelle wurde vom Abt von Reinhardsbrunn zur Kirche des Wirtschaftshofs Oberellen ausgebaut. Das romanische Portaltympanon stammt aus dieser Zeit. Mit der Reformation wurde die Kirche evangelisch. 1543 kam das Gebiet um Gerstungen als Eigentum zur Adelsfamilie Hanstein. Daran erinnern Epitaphe an der Westseite der Kirche.
Die Kirche verfiel im Dreißigjährigen Krieg. Ab 1667 wurde sie unter evangelischen Gesichtspunkten wieder benutzbar gemacht und erhielt die heutigen Emporen und die Kanzel. 
1961 wurde die Pfarrscheune zum Gemeindehaus umgebaut. Hier finden Unterricht und Veranstaltungen, im Winter auch die Gottesdienste statt.
Oberellen liegt am ökumenischen Pilgerweg und lädt als vorletzte Station in Thüringen zum Verweilen ein.

## Geläut
Die Glocke der Kirche wurde 1792 neu gegossen, nachdem sie gesprungen war. In beiden Weltkriegen wurde sie als Metallspende abgenommen und zur geplanten Einschmelzung abtransportiert, kehrte aber jeweils nach Kriegsende an ihren Heimatort zurück. Nach dem Zweiten Weltkrieg entdeckte man sie auf einem Glockenfriedhof in Hamburg.
Nach Sanierung der Kirche wurde 2015 zusätzlich eine neue Glocke beschafft. Durch Spendengelder finanziert, wurde sie in der Glockengießerei Maria Laach gefertigt und am 18. Juli 2015 gemeinsam mit der restaurierten alten Glocke in den Kirchturm gehoben.